# John Turner (basket-ball)
Pour les articles homonymes, voir John Turner et Turner.
John Turner, né le 30 novembre 1967 à Washington DC, est un joueur américain de basket-ball. Il évolue au poste d'ailier fort.